# Eisenbahnbrücke Szegedin
Die Eisenbahnbrücke Szegedin über die Theiß in Szeged (ungarisch Szegedi vasúti Tisza-híd) war die größte Eisenbahnbrücke auf der Strecke von Pest über Szeged nach Temesvár (Timișoara), das damals zu Ungarn gehörte.
Die zwischen 1857 und 1858 gebaute zweigleisige schmiedeeiserne Bogenbrücke war insgesamt 439,26 m lang. Sie hatte acht Öffnungen mit Stützweiten von 41,42 m sowie 106,5 m lange Vorlandbrücken über den steilen Ufern. Jeder Bogen bestand aus vier parallelen Rippen, die durch horizontale und diagonale Streben versteift waren. Das Gleisbett war durch ein Fachwerk mit vertikalen Stützen und diagonalen Streben aufgeständert.
Die Pfeiler bestanden aus je zwei gusseisernen Rohren mit einem Durchmesser von 3 m. Sie dienten bei der Gründung der Fundamente als Caissons. Mit dem zunehmenden Abteufen wurde jeweils ein weiteres Rohrsegment aufgesetzt und von innen verschraubt. Anschließend wurden die Rohre mit Beton verfüllt.
Die Brücke wurde zwischen 1857 und 1858 von dem französischen Unternehmen von Ernest Goüin (der späteren Société de Construction des Batignolles und schließlichen Spie Batignolles) hergestellt, mit der Bahn von Paris nach Szeged transportiert und dort unter Anleitung von Ernest Cezanne errichtet. Ernest Goüin & Cie. hatte erst 1852 die Eisenbahnbrücke Asnières bei Paris fertiggestellt, die erste schmiedeeiserne Brücke Frankreichs. Die Eisenbahnbrücke Szeged gehörte wohl zu den modernsten ihrer Zeit. Sie war die erste große Eisenbahnbrücke in Ungarn, die erste Caissongründung und die erste genietete Brücke Ungarns.
Nach dem Ersten Weltkrieg wurde Temesvár durch den Vertrag von Trianon von 1920 ein Teil Rumäniens und hieß dann Timișoara. 
Aufgrund des Rückgangs des Verkehrs und wegen der schwerer gewordenen Züge wurde die Brücke nur noch eingleisig benutzt; das zweite Gleis wurde abmontiert. 
Im Zweiten Weltkrieg liefen der Nachschub für die deutschen Truppen und die Öllieferungen aus Rumänien nach Deutschland über die Brücke. Sie wurde deshalb 1944 von den Alliierten bombardiert. Bei ihrem Rückzug sprengten die Deutschen die Reste der Brücke.
Nach dem Krieg schien ein Wiederaufbau der Brücke nicht vorrangig. Die Reste der Pfeiler im Fluss behinderten die Schifffahrt und wurden ebenfalls beseitigt. Reste der Widerlager sind alles, was von der Brücke blieb.
Nach dem Beitritt beider Länder zur EU wird über die Wiederbelebung der Strecke nachgedacht. Ein Neubau der Brücke an ihrem früheren Standort dürfte aber wegen der engen Bogenradien der alten Strecke und zwischenzeitlicher Bebauung ausgeschlossen sein.

## Foto

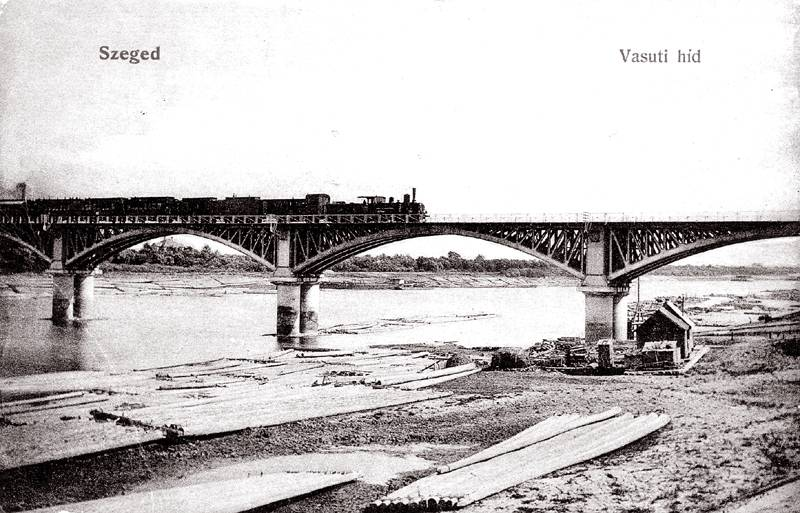
Foto der Eisenbahnbrücke Szegedin